# Gravata cinturada
La gravata cinturada (litt. « cravate cintrée », en portugais), également appelée gravata baixa (« cravate basse»), est une technique de projection de capoeira qui consiste à faire basculer son adversaire par-dessus l'épaule après lui avoir tourné le dos, en l'attrapant par le cou. Il ne faut pas oublier de fléchir les genoux quand on pivote et redresser les jambes vivement quand on se penche en avant pour faire basculer l'autre.
Mestre Bimba enseignait cette technique comme défense contre un coup de poing en la faisant précéder d'une cutilada pour bloquer celui-ci.
La gravata cinturada est le quatrième balão de la cintura desprezada.